# En busca del paraíso
En busca del paraíso es una telenovela mexicana dirigida por Alfredo Saldaña, producida por  Ernesto Alonso para la cadena Televisa, Se transmitió por El Canal de las Estrellas entre 1982 y 1983. 
Protagonizada por Maricruz Olivier y Juan Luis Galiardo, con la actuación antagónica de Nubia Martí y Susana Alexander. Con las participaciones estelares de Victoria Ruffo, Laura Flores, Miguel Ángel Ferriz y los primeros actores David Reynoso, Carlos Bracho, Yolanda Ciani y Amparo Arozamena.
Cabe destacar que esta fue la última producción en la que participó la primera actriz Maricruz Olivier, ya que falleció un año después de haber terminado las grabaciones.

## Sinopsis
La telenovela trata de las aventuras de Patricia, una solitaria dueña de una academia de arte dramático que se casa por despecho con un hombre al que no ama y que sufre las maldades de la peor de sus alumnas.

## Elenco
- Maricruz Olivier - Patricia Dumont
- Juan Luis Galiardo - Gustavo
- Laura Flores - Yolanda
- Amparo Arozamena - Hortensia
- Nubia Martí - Jessica
- Susana Alexander - Sofía
- David Reynoso - Antonio
- Miguel Ángel Ferriz - Alberto
- Carlos Bracho - José Luis
- Victoria Ruffo - Grisel
- Yolanda Ciani - Rosaura
- Lily Garza - Josefina
- Usi Velasco
- Agustín Sauret - Enrique
- Anita Blanch - Pachita (#1)
- Lucha Altamirano - Pachita (#2)
- Francisco Avendaño - Carlos
- Abraham Méndez - Rafael
- Martha de Castro - Elisa
- Vicky de la Piedra - Violeta
- Alejandro Ruiz
- Alfonso Meza